# Viltkokeranemoon
De viltkokeranemoon (Cerianthus lloydii) is een Cerianthariasoort uit de familie van de Cerianthidae. De wetenschappelijke naam van de soort werd in 1859 voor het eerst geldig gepubliceerd door Engelse natuuronderzoeker Philip Henry Gosse.

## Beschrijving
Viltkokeranemonen zijn anemoonachtige bloemdieren. Ze leven in een lange, viltachtige koker van aaneengekit zand/slib die is begraven in zand of modder (en zo aan het oog onttrokken is). De tentakels steken boven het substraat uit en komen in twee verschillende soorten voor: korte labiale tentakels rond de mond en lange marginale tentakels aan de rand van de schijf. De kolom is langwerpig en kan vrij in de buis bewegen. De tentakels zijn meestal bruin, maar kunnen wit of groen zijn. De marginale tentakels zijn vaak gestreept. Spanwijdte van tentakels tot 70 mm.

## Verspreiding
De viltkokeranemoon wordt gevonden in het noordoosten van de Atlantische Oceaan van laagwater tot ongeveer 100 meter. Het bereik strekt zich uit van Groenland en de Barentszzee tot aan de Golf van Biskaje. Deze anemoon komt plaatselijk veel voor langs de kusten van de Britse Eilanden, met uitzondering van Oost-Engeland tussen de rivier de Tees en de Wash. Het wordt meestal gevonden begraven in zand, grind of modder, maar bevindt zich soms in spleten in rotsen.